# Staatliche Universität Burgas

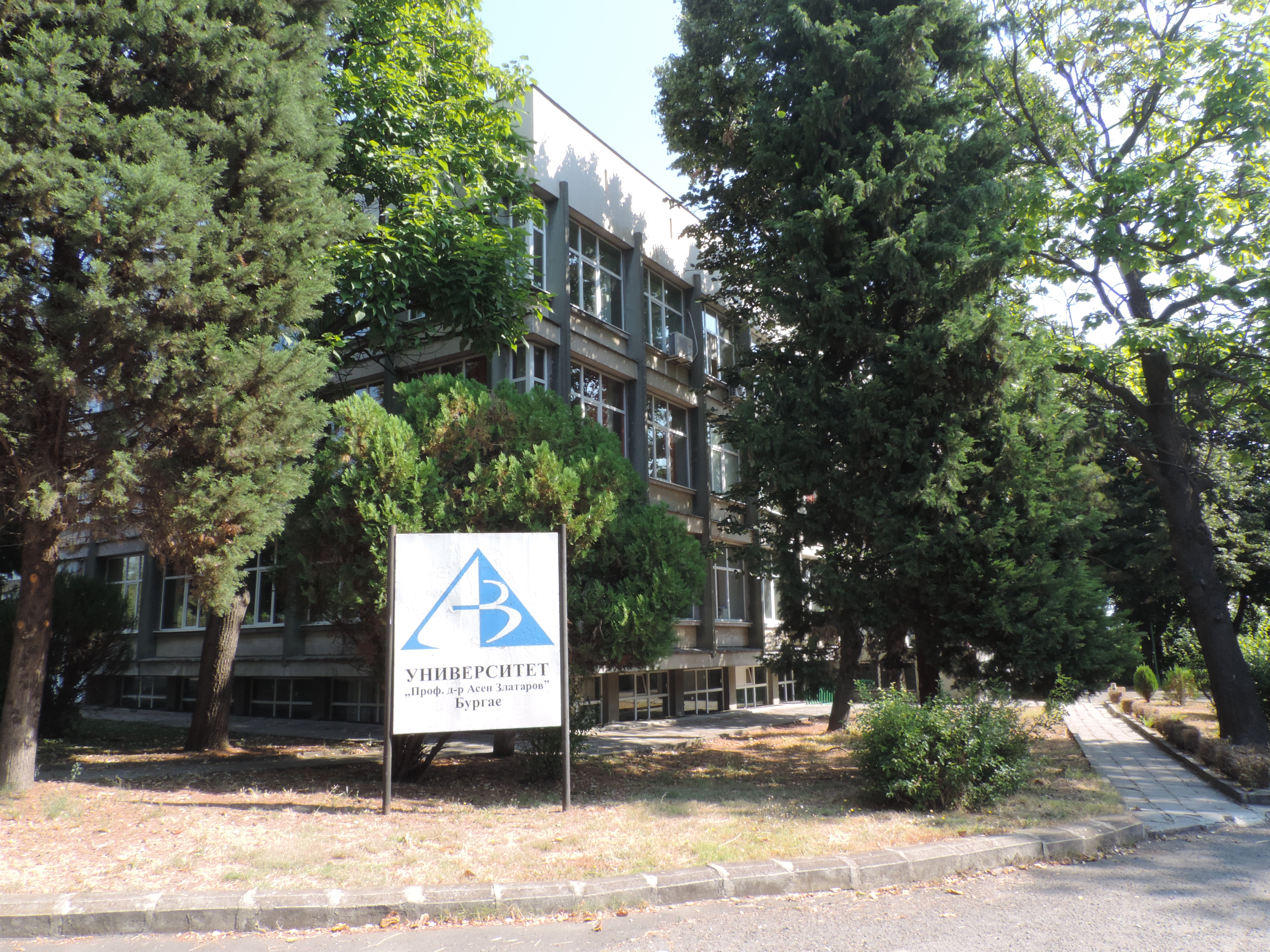
Assen-Slatarow-Universität Burgas

Die Staatliche Universität Burgas Assen-Slatarow-Universität (bulgarisch Бургаски държавен университет "Проф. д-р Асен Златаров" Burgaski darschawen uniwersitet Prof. d-r Assen Slatarow, engl. Bezeichnung Burgas State University „Prof. Dr. Assen Zlatarov“) ist eine bulgarische Universität und wurde 1963 in der Schwarzmeermetropole Burgas gegründet. Die Staatliche Universität Burgas ist die älteste der Stadt. Benannt wurde sie nach dem bulgarischen Chemiker Assen Slatarow. Die Universität ist staatlich und bietet mehr als 26 Studiengänge mit dem Abschluss Bachelor und Master an.

## Name
Die heutige Universität wurde am 6. Oktober 1963 per Dekret Nr. 162 des Ministerrats als Höheres Institut für Chemische Technologie gegründet. Fünf Jahre später wurde das Institut in Höheres Institut für Chemische Technologie „Prof. d-r Assen Slatarow“ umbenannt. 1995 wurde das Institut durch einen Beschluss der Nationalversammlung als Universität „Prof. Dr. Assen-Slatarow“ anerkannt. Seit dem Beschluss der 51. Nationalversammlung der Republik Bulgarien vom 21. Februar 2025 wurde die Hochschule in Staatliche Universität Burgas „Prof. Dr. Assen-Slatarow“ umbenannt. Der Beschluss wurde in Ausgabe 16 des Staatsanzeigers vom 25. Februar 2025 veröffentlicht.

## Struktur
Es gibt drei Fakultäten, drei Colleges und ein Departement für fremde Sprachen:
- Fakultät für Sozialwissenschaft
- Fakultät für Naturwissenschaften
- Fakultät für technische Wissenschaft
- Technisches College
- Medizin-College
- College für Tourismus

Die Universitätsbibliothek umfasst über 250.000 Titel, ein Rechenzentrum, eine Zentrale Forschungslaborstelle, in der 10 unterschiedliche Forschungslabore eingegliedert sind (unter anderem das Forschungslaboratorium für Kautschuk (Gummi), oder das Forschungslabor für mathematische Chemie), ein Buchverlag und eine Druckerei.